# 마르코 달레산드로
마르코 달레산드로(이탈리아어: Marco D'Alessandro, 1981년 6월 23일 ~ )는 세리에 B의 클럽 피사에서 뛰는 중앙 미드필더로 뛰는 이탈리아의 축구 선수이다.

## 클럽 경력
달레산드로는 라치오 유소년팀에서 선수 생활을 시작했다. 2005년에는 로마의 유소년팀에 입단했다. 유벤투스에게 4-1로 패배한 2009년 3월 21일에 인저리 타임에 교체 선수로 출전하며 세리에 A에서 성인팀 데뷔전을 치렀다.
2009년 7월, 그는 세리에 B의 그로세토로 1군팀 경험 쌓기를 위해 1년 장기 임대를 떠났다. 한편 그로세토는 20만 유로에 공동 소유 계약을 가질 수 있는 옵션을 지녔었다. 2010년 6월, 로마는 그로세토에게 공동 소유계약을 하는데 35만 유로를 제시했다.
2010년 7월, 그는 세리에 A팀 바리에 30만 유로에 150만 유로에 공동 소유 계약을 맺는 옵션을 지닌 단기 계약을 했다. 그후 2011년 1월에 세리에 B의 리보르노로 떠났다.
2011년 8월, 그는 그를 영입하는데 밝혀지지 않은 금액에 영입할 수 있는 옵션에 세리에 B팀 베로나로 임대를 떠났다. 2012년 1월 10일, 코파 이탈리아에서 라치오를 상대로 골을 넣었다. 2012년 6월에 로마는 그를 공동 소유 계약을 맺는데 10만 유로를 걸었다.
2012년에 그는 세리에 B 팀 체세나로 70만 유로에 그를 공동 소유할 수 있는 옵션에 임대를 떠났다. 임대는 2013년 7월 8일에 연장되었고, 체세나는 그를 공동 소유하는데 80만 유로를 지불하는 옵션을 갖게 되었다. 2014년 6월에 로마는 그를 영입하는데 50만 유로를 걸었다.
2014년 7월 4일, 세리에 A 클럽 아탈란타는 2백만 유로에 그를 영입하였다.

## 국가대표팀 경력
달레산드로는 이탈리아 U-19의 일원으로서, 2010년 UEFA U-19 축구 선수권 대회에 참가했다. 2010년 10월 17일, 그는 터키와의 친선전에서 이탈리아 U-21 축구 국가대표팀 데뷔전을 치렀다.